# Auto-hipnose
A auto-hipnose é uma forma, um processo ou o resultado de um estado hipnótico auto-induzido.
Frequentemente, a auto-hipnose é usada como uma forma para aumentar a eficácia da autossugestão.